# James Thomas, 1. Viscount Cilcennin
James Purdon Lewes Thomas, 1. Viscount Cilcennin (* 13. Oktober 1903; † 13. Juli 1960) war ein britischer Politiker der Konservativen Partei. Von 1951 bis 1956 war er Erster Lord der Admiralität.

## Leben
Seine Schulausbildung erhielt er an der Rugby School; anschließend studierte er am Oriel College in Oxford. Von 1929 bis 1931 war er Privatsekretär von Stanley Baldwin, dem Vorsitzenden der Konservativen Partei. Im Jahr 1931 war er Parlamentsabgeordneter für den Bezirk Hereford. Zwischen 1932 und 1935 war er Parliamentary Private Secretary (PPS) von James Henry Thomas im Dominion-Ministerium, später Kolonialministerium, dann 1936 dort für William Ormsby-Gore und von 1937 bis 1938 für Anthony Eden im Außenministerium. 
1939 trat er als Lord of the Treasury wieder in die Regierung ein, ein Amt, das er auch behielt, als Winston Churchill Premierminister wurde. 1943 wurde er Finanzsekretär bei der Admiralität und 1951 Erster Lord der Admiralität. Dies blieb er bis 1956. 1955 wurde er zum Viscount Cilcennin, of Hereford in the County of Hereford, ernannt. 
1960 starb Thomas im Alter von 56 Jahren. Er war unverheiratet. Der Titel des Viscount Cilcennin erlosch daraufhin.